# Batszeba

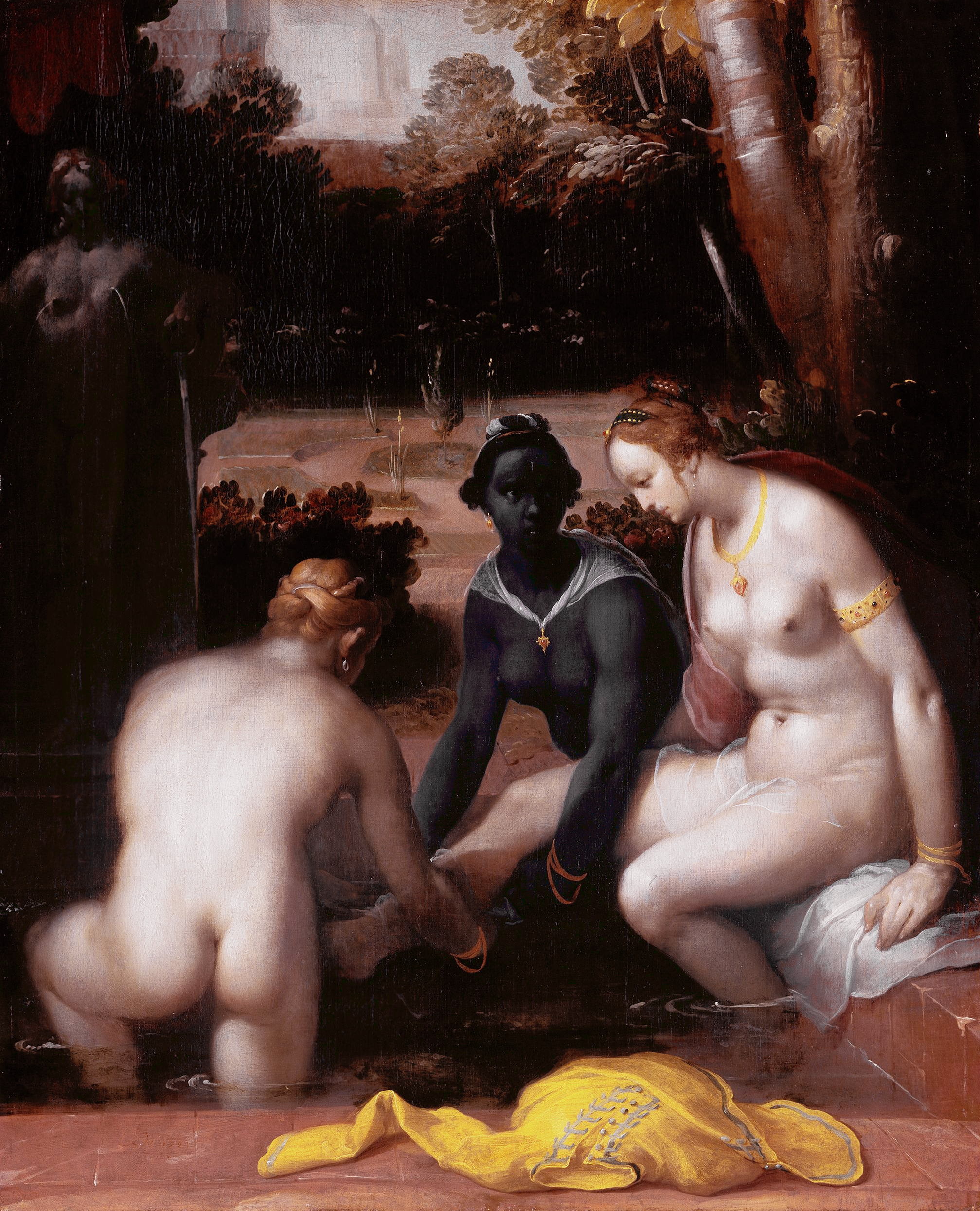
Kąpiąca się Batszeba pędzla Cornelisa van Haarlema

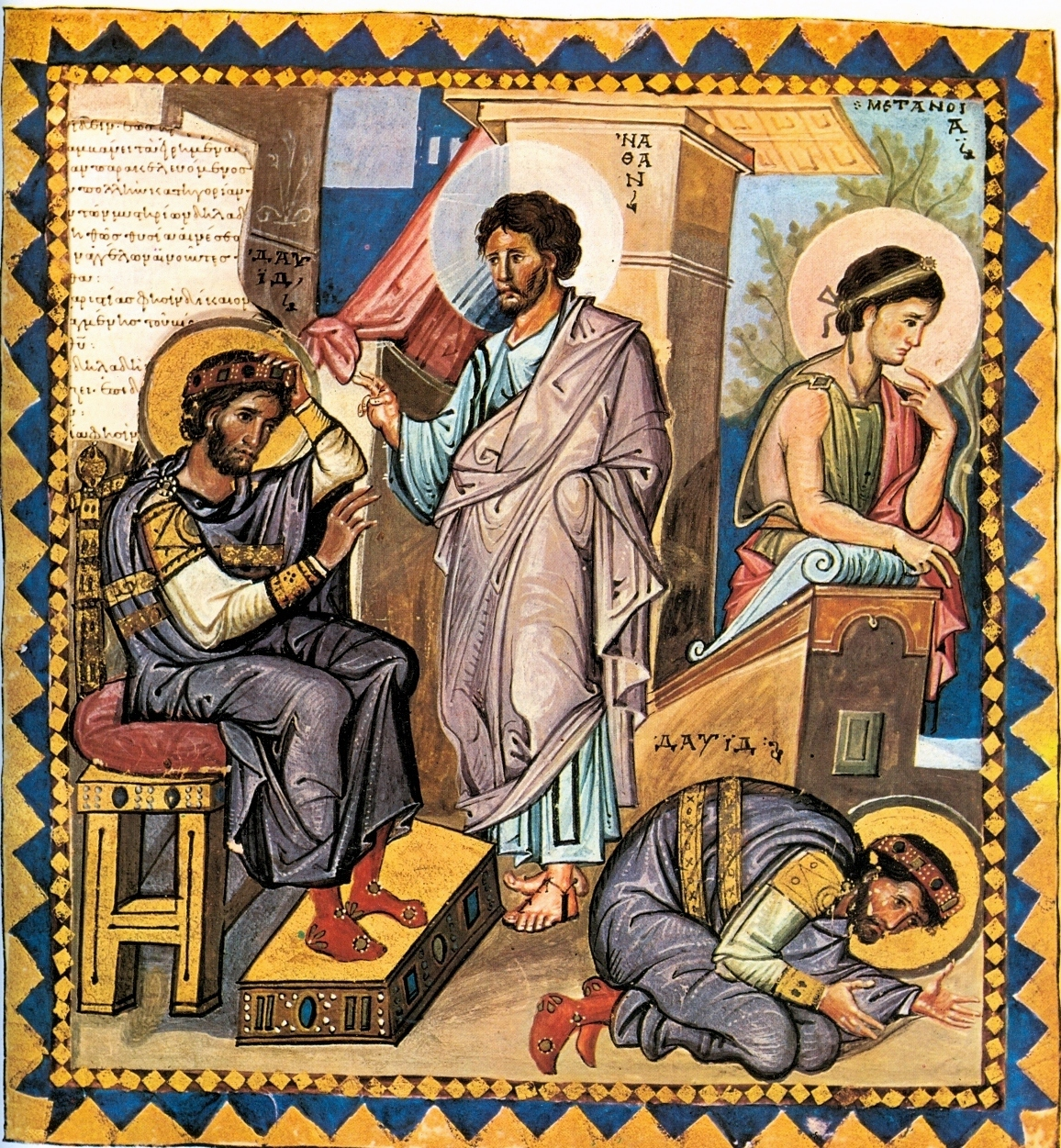
Prorok Natan wzywający króla Dawida do pokuty po grzechu z Batszebą

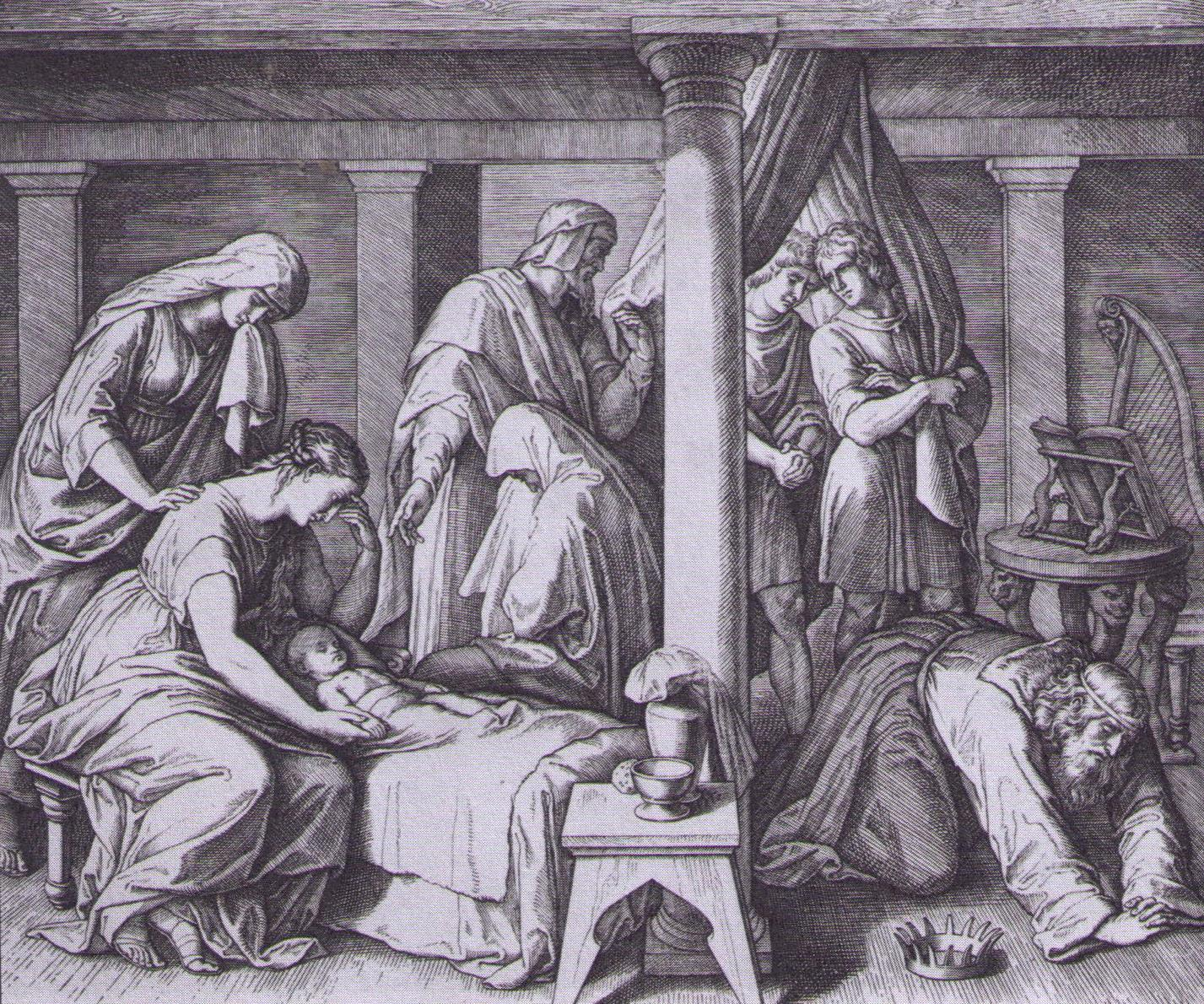
Śmierć syna Batszeby, Julius Schnorr von Carolsfeld

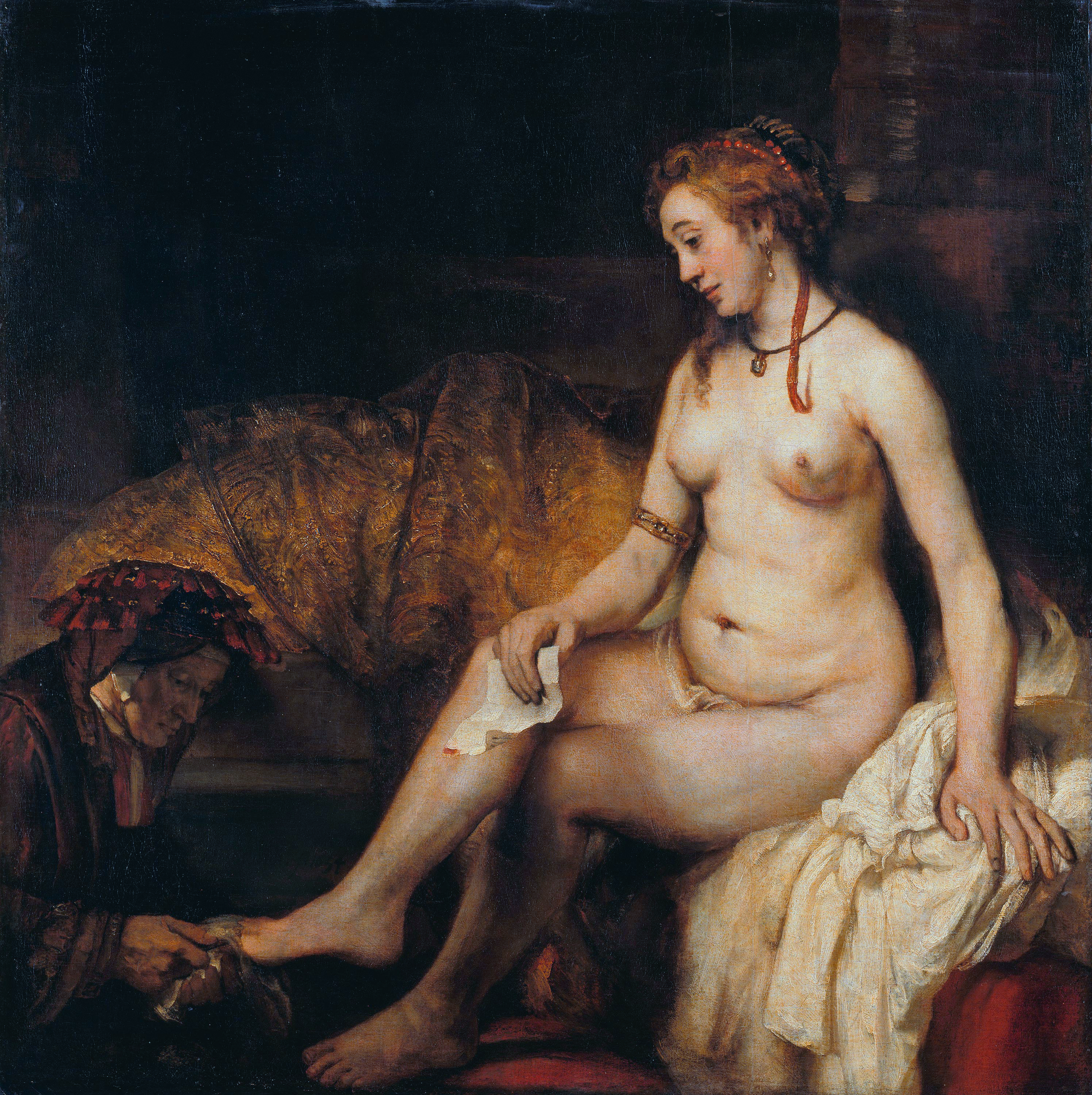
Rembrandt, Batszeba w kąpieli, 1654 r. Paryż, Luwr

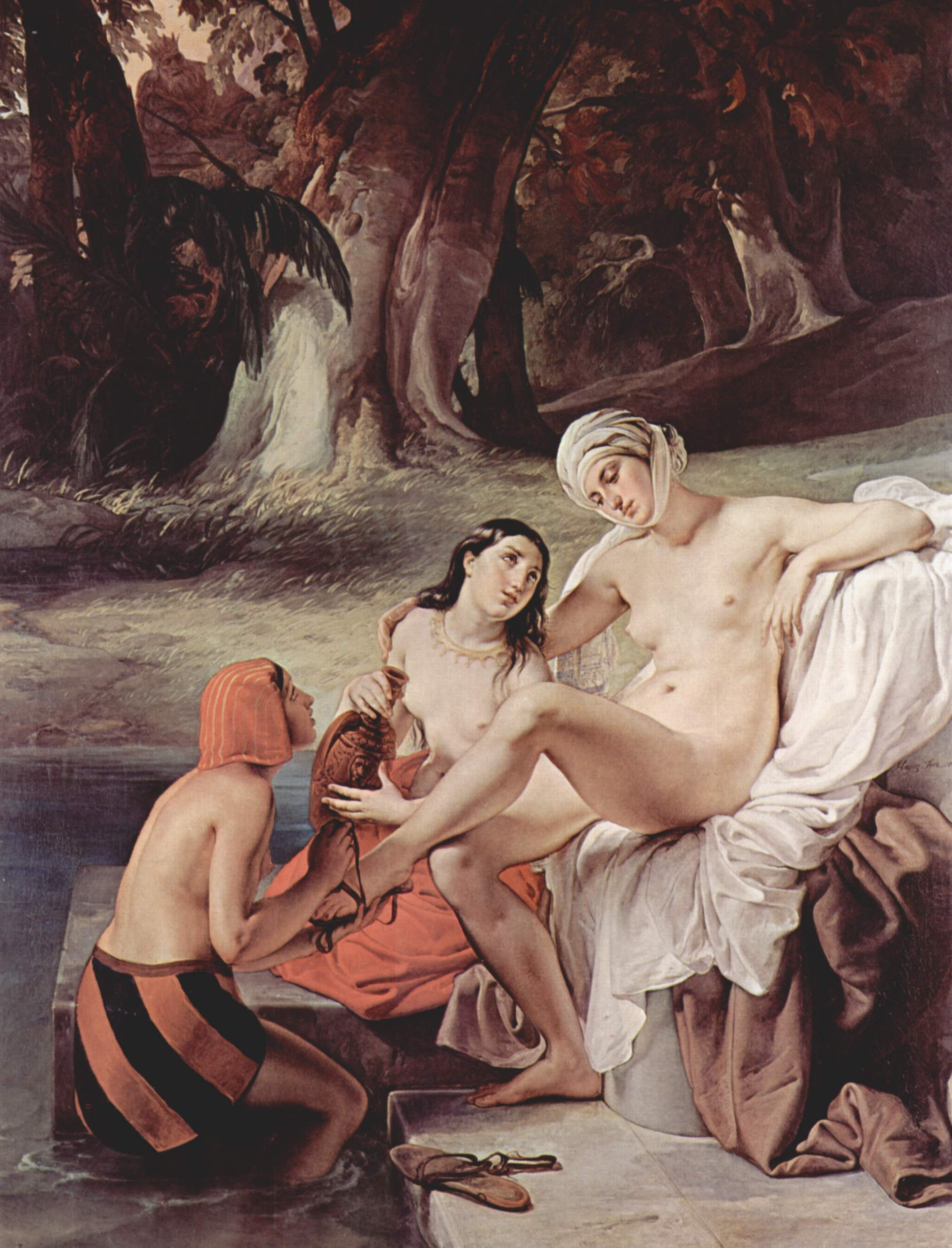
Batszeba w kąpieli pędzla Francesca Hayeza

Batszeba (zwana też Betsabe, hebr. בת שבע, zm. po 970 p.n.e.) – postać biblijna, jedna z żon Dawida, króla starożytnego Izraela. Według przekazu biblijnego jej pierwszym mężem był Uriasz Hetyta. Gdy zaszła w ciążę z Dawidem, doprowadził on do śmierci Uriasza, a następnie poślubił wdowę po nim. Z Dawidem Batszeba miała czterech synów – m.in. Salomona, przyszłego króla.

## Imię
Imię tej żony Dawida pojawia się w Starym Testamencie w formach: Batszeba i Bat-Szua. Wersja Bat-Szua uchodzi za pomyłkę autora lub kopisty Pierwszej Księgi Kronik. Samo imię Batszeba jest pochodzenia hebrajskiego i oznacza „córka pełności” lub „córka przysięgi”. Istnieje opinia, że imię odnosi się do jakiegoś obcego boga, co może wskazywać, że rodzina Batszeby była pochodzenia nieizraelskiego.

## Pochodzenie
Batszeba była córką Eliama. W tradycji żydowskiej ojca Batszeby identyfikuje się z Eliamem, synem Achitofela z Gilo, jednym z Bohaterów Dawida. Batszeba poślubiła Uriasza Hetytę, także należącego do Bohaterów Dawida. Źródła biblijne nie przekazały żadnych informacji na temat ewentualnego potomstwa z tego małżeństwa.

## Romans z Dawidem i jego skutki
Według przekazu biblijnego, gdy Uriasz pod komendą Joaba brał udział w oblężeniu ammonickiej twierdzy Rabba, Dawid (król Izraela) nawiązał romans z Batszebą. Rozpoczął się on od tego, że Dawid dostrzegł z balkonu swojego pałacu w Jerozolimie kąpiącą się Batszebę. Oczarowany jej urodą kazał ją sprowadzić i spędził z nią noc. Później okazało się, że Batszeba zaszła z nim w ciążę.
Na wieść o tym Dawid wezwał Uriasza do Jerozolimy pod pretekstem złożenia relacji z działań wojennych. Mimo namów władcy, aby spędził noc z żoną, Uriasz nie złamał prawa religijnego, nakazującego wojownikom w trakcie działań wojennych powstrzymywać się od pożycia małżeńskiego.
W takiej sytuacji Dawid odesłał Uriasza pod Rabbę razem z listem adresowanym do Joaba. Nakazywał w nim ustawić męża Batszeby w miejscu, gdzie walka będzie najbardziej zażarta, a w odpowiednim momencie odstąpić od niego, by zginął z rąk Ammonitów. Joab postąpił zgodnie z poleceniem władcy i niedługo potem Uriasz stracił życie pod Rabbą. Gdy Batszeba dowiedziała się o śmierci męża, opłakiwała go. Po zakończonym okresie żałoby Dawid sprowadził wdowę po Uriaszu do swojego pałacu i po upływie okresu żałoby ją poślubił. Wkrótce Batszeba urodziła syna.
Krótko potem przed obliczem Dawida stawił się prorok Natan, opowiadając historię o bogaczu, posiadającym wielką liczbę bydła, i o biedaku, posiadającym tylko jedną owieczkę. Bogacz miał pozbawić biedaka tej jednej jedynej owieczki – oburzony Dawid zażądał śmierci dla bogacza. Natan stwierdził, że pod postacią bogacza był przedstawiony sam król, zaś pod postacią biedaka – Uriasz. Przepowiedział również: Jahwe odpuszcza ci twój grzech – nie umrzesz. Lecz dlatego, że przez ten czyn wzgardziłeś Jahwe, syn, który ci się urodzi, na pewno umrze. Pierwsze dziecko Batszeby i Dawida zmarło po siedmiodniowej chorobie. Po śmierci pierworodnego syna Batszeby, Dawid pocieszał małżonkę, która wkrótce ponownie zaszła w ciążę i urodziła Salomona.

## Potomstwo
Zgodnie z wykazem wszystkich żon i dzieci Dawida zawartym w 1 Księdze Kronik, Batszeba i Dawid mieli w sumie czterech synów – byli to:
- Szimea[2] lub Szammua[13] – zapewne identyczny z dzieckiem, którego śmierć przepowiedział prorok Natan,
- Szobab,
- Natan,
- Salomon – król Izraela.

## Batszeba a rozgrywki o sukcesję po Dawidzie
Dawid przewidział na następcę tronu Salomona – złożył Batszebie przysięgę na Boga Izraela, że tak uczyni. Jednak u schyłku życia króla roszczenia do tronu zaczął zgłaszać jego czwarty syn, a pasierb Batszeby – Adoniasz. Tego ostatniego popierali Joab i kapłan Abiatar. Wokół Batszeby skupili się stronnicy Salomona – prorok Natan i Benajasz, syn Jojady. Właśnie pod wpływem namów Batszeby i przez wzgląd na złożoną przysięgę Dawid kazał kapłanowi Sadokowi i Natanowi namaścić Salomona na króla.
Po śmierci Dawida rządy objął Salomon. Niedługo potem Adoniasz zwrócił się do Batszeby z prośbą, aby jej syn oddał mu za żonę Abiszag Szunemitkę, należącą do haremu króla Dawida.
Posiadanie żony króla dawało prawo do tronu. Salomon potraktował prośbę Adoniasza jako dążenie do zamachu stanu. W tym samym dniu, w którym Batszeba przedstawiła prośbę pasierba, Salomon kazał zamordować brata.
Dalsze losy Batszeby nie są znane.

## Batszeba w tradycji żydowskiej, chrześcijańskiej i islamskiej
Według Prawa Mojżeszowego w razie ujawnienia grzechu cudzołóstwa winnym groziła śmierć. W przypadku Dawida i Batszeby kara ta nie została zastosowana. Tradycja żydowska starała się umniejszyć winę Dawida, twierdząc, że Batszeba była mu przeznaczona od początku świata, zaś grzechem Dawida było to, że wziął ją przed wyznaczonym czasem. W związku z zabójstwem Uriasza pojawiła się też opinia, że kto wyrusza na wojnę, powinien wystawić swojej żonie list rozwodowy, dlatego też sama Batszeba nie była winna grzechu cudzołóstwa.
Batszeba jako „żona Uriasza” została wymieniona w Ewangelii według świętego Mateusza w rodowodzie Jezusa z Nazaretu jako jedna z pięciu kobiet – obok Tamar, Rachab, Rut i Marii z Nazaretu. Świadczy to o jej wysokiej pozycji w rodzinie królewskiej po urodzeniu syna. Z punktu widzenia Nowego Testamentu świadczy to też o tym, że jednak dla Boga pozostała prawowitą żoną Uriasza.
W interpretacji Augustyna z Hippony i Izydora z Sewilli Batszeba była typem Kościoła (Eklezji), a Dawid symbolem Chrystusa – tak jak Batszeba odbywając kąpiel uwodzi Dawida, tak kościół poprzez chrzest zostaje zmyty z grzechu i połączony z Chrystusem. Paschazy Radbert rozwinął tę alegorię – zanim Batszeba (Kościół) mogła być poślubiona Dawidowi (Chrystusowi) – musiał zginąć mąż Batszeby, który symbolizuje judaizm. Podobnie, dla Izydora z Sewillii Uriasz symbolizował żydowskie Prawo (oraz identyfikację z synagogą), z którego Batszeba musiała się uwolnić.
W Koranie pojawia się jedynie pośrednia wzmianka nawiązująca do historii Batszeby – w postaci przypowieści skierowanej do Dawida, będącej parafrazą mowy proroka Natana, w której zapowiedział śmierć królewskiego syna. O Batszebie – już wprost – wspominali islamscy komentatorzy (m.in. at-Tabari). John Gilchrist, referując poglądy muzułmanów, twierdzi, że islamscy autorzy często dyskredytują świętość Jezusa poprzez umieszczenie w jego genealogii imion kobiet, w tym grzesznej Batszeby. Mateusz Ewangelista przytacza słowa Archanioła Gabriela, skierowane do Marii podczas Zwiastowania, że Mesjasz wybawi swój lud od grzechów (Mt 1,21); mogą one odnosić się między innymi do postawy Batszeby.

## Batszeba w sztuce

### Literatura
Batszeba pojawia się w licznych utworach literackich. Wśród nich są m.in.:
- dramat Comedi David mit Batseba im Ehbruch Hansa Sachsa (1556),
- epos wierszowany Les amours de David et de Bethsabée Remiego Belleau’a(inne języki) (1572),
- dramat The Love of King David and Bethsabe George’a Peelego (1599),
- dramat Koning David Joosta van den Vondela (1660),
- opowiadanie Das Weib des Urias Alfreda Meissnera(inne języki) (1852),
- dramat David und Bathseba Karla Roberta Eduarda von Hartmanna (1871),
- dramat The Sin of David Stephena Phillipsa(inne języki) (1904),
- dramat Das Weib des Urias Liona Feuchtwangera (1907),
- dramat King David and His Wives Davida Pinskiego (1926),
- dramat biblijny Betsaba. Dramat w 3 aktach z epilogiem Emila Zegadłowicza (1926),
- dramat biblijny Pieśń o nadziei. Dramat w czterech aktach Jerzy Zawieyski (1947),
- powieść Batszeba Torgny’ego Lindgrena (1984),
- powieść Bóg wie (God Knows) Josepha Hellera (1984),
- powieść Bathseba (1900) fińskiego pisarza Voltera Kilpiego(inne języki) (1874-1939),
- powieść Der König David Bericht (1972) Stefana Heyma.

### Malarstwo
Batszeba, a zwłaszcza scena kąpieli z jej udziałem, wzbudzała zainteresowanie artystów. Spośród ośmiu żon Dawida, to właśnie ona była najczęściej przedstawiana na obrazach. Temat kąpieli Batszeby był dla artystów okazją do umieszczenia wśród elementów architektury nagiej kobiety. Największe zainteresowanie Batszebą w sztuce przypada na okres renesansu, kiedy nagość kobiet była częstym tematem dzieł. W scenach kąpieli często umieszczano w tle króla Dawida przyglądającego się przyszłej małżonce.
Wśród przedstawień artystycznych żony Uriasza znajdują się:
- Psałterz utrechcki (IX w.) – w scenie pokazującej kazanie Natana pojawia się Batszeba jako aluzja do grzechu Dawida,
- rękopis Sacra Parallela dzieła Jana z Damaszku (IX w.) – pierwsze udokumentowane przedstawienie sceny kąpieli Batszeby,
- płaskorzeźba tympanonu zachodniego portalu kościoła cysterek w Trzebnicy (1230-1250),
- obraz Betszeba wychodząca z kąpieli Hansa Memlinga ok. (1485),
- obraz Dawid i Batszeba Lucasa Cranacha Starszego (1526) – zmodyfikowany przez Pablo Picassa w serii wykonywanych tuszem litografii (1947-1948),
- obraz Batszeba Parisa Bordone’a (poł. XVI w.),
- obraz Dawid i Batszeba Jana Massysa (1562),
- obraz Batszeba w kąpieli Paolo Veronesego (1575),
- obraz Kąpiąca się Batszeba Cornelisa van Haarlema (1594),
- obraz Dawid i Batszeba w kąpieli Bartłomieja Strobla (1630),
- obraz Batszeba w kąpieli Rubensa (1620-1630 albo ok. 1635),
- obraz Batszeba w kąpieli Rembrandta (1654),
- obraz Batszeba Willema Drosta (1654) – inspiracją dla Drosta był obraz pędzla Rembrandta,
- obraz Batszeba otrzymuje list od Dawida Jana Steena (1659),
- obraz Batszeba w kąpieli Sebastiana Ricciego (1724),
- obraz Batszeba Karla Brulloffa (1832),
- obraz Batszeba w kąpieli Francesco Hayeza (1834) – dzieło przechowywane w Pinakoteka di Brera, Mediolan
- obraz Bethsabée Jean-Léon Gérôme’a (1889).

### Kino
Batszeba została przedstawiona w ekranizacjach historii króla Dawida. W jej postać wcielały się:
- Georgette de Nove – w filmie David w reżyserii Harry’ego Southwella (1924),
- Susan Hayward – w filmie Dawid i Betszeba w reżyserii Henry’ego Kinga (1951),
- Jane Seymour – w filmie The Story of David w reżyserii Davida Lowella Richa i Alexa Segala (1976),
- Alice Krige – w filmie Król Dawid w reżyserii Bruce’a Beresforda (1986),
- Sheryl Lee – w filmie Dawid w reżyserii Roberta Markowitza (1997),
- Anouk Aimée – w filmie Salomon w reżyserii Rogera Younga (1997),
- Renata Dominguez – w miniserialu Król Dawid (2012),
- Melia Kreiling – w miniserialu Biblia (2013).